# Araneus inustus
Araneus inustus este o specie de păianjeni din genul Araneus, familia Araneidae. A fost descrisă pentru prima dată de L. Koch, 1871. Conform Catalogue of Life specia Araneus inustus nu are subspecii cunoscute.